# Universidad Metropolitana de Monterrey
La Universidad Metropolitana de Monterrey (UMM), es una universidad privada ubicada en Monterrey, Nuevo León, México. Ofrece programas de Bachillerato, Licenciaturas y Posgrado. Las unidades de estudio, constan de varios edificios que están ubicados en el centro y primer cuadro de dicha ciudad. Además tiene presencia en el estado de Coahuila donde imparte cátedra y tiene campus en Monclova y Nueva Rosita.

## Historia
Nace a finales de los ochenta bajo el auspicio de la Asociación Civil denominada Impulsora de Educación Superior.
Surge como Preparatoria Metropolitana de Monterrey y posteriormente al recibir el reconocimiento de Validez Oficial de Estudios para impartir estudios profesionales, esta denominación cambia para convertirse en Universitario Metropolitano de Monterrey, nomenclatura que será modificada por la actual Universidad Metropolitana de Monterrey.

## Oferta Educativa
Bachillerato:
- Bachillerato General
- Bachillerato Bivalente en Enfermería General
- Prepa bIT (Bachillerato con Innovación en Tecnologías)

Licenciaturas:
- Arquitecto
- Cirujano Dentista
- Contador Público Auditor
- Ing. en Administración de Sistemas
- Ing. Mecánico Administrador
- Administración de Empresas
- Ciencias del Deporte
- Ciencias de la Comunicación
- Criminología
- Derecho y Ciencias Jurídicas
- Diseño Gráfico
- Educación y Administración de Centros Educativos
- Enfermería
- Mercadotecnia
- Negocios Internacionales
- Psicología
- Sistemas de Computación Administrativa

Posgrado:
Maestrías en:
- Derecho de Amparo
- Educación Superior con Acentuación en Administración de Instituciones Educativas
- Educación Superior con Acentuación en Docencia
- Educación Superior con Especialidad en Tecnologías y Medios de la Información aplicados a la Educación
- Liderazgo para la Innovación Gubernamental
- Negocios con Acentuación en Estrategia
- Negocios con Acentuación en Finanzas
- Negocios con Acentuación en Mercadotecnia
- Negocios con Acentuación en Recursos Humanos
- Periodismo y Comunicación Digital
- Terapia Familiar con Enfoque Breve Sistémico

Educación en Línea:
Licenciaturas:
- Administración de Empresas
- Educación
- Contabilidad
- Mercadotecnia
- Psicología Organizacional

Maestrías:
- Educación y Docencia
- Administración de Negocios

## Instalaciones/Campus
En el centro y primer cuadro de Monterrey, así como en diversas partes de la Zona Metropolitana tiene instalaciones. Aparte, posee campus en Monclova y Nueva Rosita.
Rectoría. Washington 424-A ote. entre Escobedo y Emilio Carranza.
Bachillerato. Instalaciones en: Apodaca, Centro, Molinete (Guadalupe), Padre Mier (Colonia Centro), Santa Catarina, Santiago. 
Arquitectura y Diseño Gráfico. Emilio Carranza 234 sur esquina con Washington.
Comunicación. Juan I. Ramón 298 ote. esquina con Hermenegildo Galeana.
Criminología. Zaragoza 128/130 entre Ruperto Martínez y Aramberri.
Económico Administrativa. 5 de Mayo 434 ote. entre Carranza y Escobedo.
Educación. Juan I. Ramón 298 ote. esquina con Hermenegildo Galeana.
Ingeniería. Arramberri.
Leyes. Modesto Arreola 505 ote. entre Escobedo y Zaragoza.
Salud. Washington 209 ote. entre Galeana y Guerrero.
Deportes. 15 de Mayo 120 entre Juárez y Guerrero.
Posgrado. Zaragoza y Ruperto Martínez.
Campus Apodaca. 5 de Mayo 101 esq. con Matamoros, Col. Centro, Apodaca, Nuevo León. 
Campus Lincoln. Av. Abraham Lincoln 8000, Fracc. Barrio de Chapultepec, Locales 71 a 79. Monterrey, Nuevo León.
Campus Santa Catarina. Plaza Comercial El Paseo Santa Catarina.
Campus Monclova. Juárez 301 entre Miguel Blanco y Abasolo, Col. Centro, Monclova, Coahuila.
Campus Nueva Rosita. Reforma 117 Col. Comercial, Nueva Rosita, Coahuila.

## Rectoría
Lista de los Rectores de la Universidad:
- Lic. Jorge Cuéllar Montoya
- Lic. Lídice Ramos Ruiz
- Ing. Cayetano E. Garza Garza
- Ing. Leopoldo Espinosa Benavides
- Lic. Héctor H. Sepúlveda Prieto